# Wladimir Iwanowitsch Sweschnikow
Wladimir Iwanowitsch Sweschnikow (russisch Владимир Иванович Свешников; * 11. Dezember 1946) ist ein russischer bzw. ehemals sowjetischer Schauspieler.

## Laufbahn
Sweschnikow wurde am Staatlichen Institut für Theaterkunst von Anatoli Efros ausgebildet. Seit dem Jahr 2000 tritt er am Moskauer Theater Бенефис (Benefis) auf, war im Laufe der Zeit aber auch an anderen Moskauer Häusern sowie am Tostoi-Theater in Lipezk und dem Tomsker Dramatheater zu sehen.
Sein Filmdebüt gab Sweschnikow 1976 in Die traurige Nixe, der nächste Auftritt vor der Kamera folgte zehn Jahre später in der international produzierten Filmbiografie Boris Godunow. Erst im postsowjetischen Russland spielte Sweschnikow auch größere Rollen, u. a. 2010 in dem TV-Vierteiler Садовник (Sadownik). Sein bisher letzter Spielfilm ist der 2019 veröffentlichte Mysterythriller Во веки вечные (Wo weki wetschnyje). Seit 2007 ist er in der Fernsehserie След
(Sled) zu sehen (Stand: Mai 2025).

## Theaterarbeit (Auswahl)
- Шпиль – nach William Goldings The Spire
- Die Schule der Frauen
- Richard III.
- Der Revisor
- Kabale und Liebe

## Filmografie (Auswahl)
- 1976: Die traurige Nixe (Russalotschka)
- 1986: Boris Godunow
- 1992: Помнишь запах сирени... (Pomnisch sapach sireni...)
- 2006: Сыщики-5 – Фильм 1: Сахарная кривая (Syschtschiki-5 – Film 1: Sacharnaja kriwaja)
- 2006: Большие девочки – 1-я серия: Жених и невеста (Bolschije dewotschki – 1-ja serija: Schenisch i newesta)
- seit 2007: След (Sled) (Fernsehserie)
- 2008: На крыше мира (Na krysche mira)
- 2010: Садовник (Sadownik) (TV-Vierteiler)